# Lonchura tristissima
El capuchino cabeciestriado (Lonchura tristissima) es una especie de ave paseriforme de la familia Estrildidae endémica de la isla de Nueva Guinea. Anteriormente se consideraba conespecífico del capuchino de montas blancas, pero en la actualidad se clasifican como especies separadas.

## Descripción
El capuchino cabeciestriado es un pájaro pequeño con el plumaje casi en su totalidad de color pardo, salvo por el veteado claro de su cabeza y el obispillo amarillento. Su pico es cónico y de color gris azulado.

## Distribución y hábitat
Se encuentra en la mayor parte de la isla de Nueva Guinea, excepto en las altas montañas y el suroeste de la isla, que está ocupado por el capuchino de motas blancas.
Vive en las franjas de herbazales de las riberas y claros de los bosques, además de bosques secundarios y tierras de cultivo, de la isla hasta los 1000 metros de altitud.

## Comportamiento
Se alimenta de semillas, frutos e insectos.
Construye un nido globular con hierba que tiene una entrada en un latereal que suele estar suspendido del ratán, en los bosques o límites del bosque.